# Won norte-coreano
O won ou, na sua forma aportuguesada, uone (símbolo: ₩, códico: KPW; plural em português: wones ou uones), oficialmente won ou uone norte-coreano, é a moeda corrente na República Democrática Popular da Coreia. É subdividida em 100 chŏn ou chun. O won é emitido pelo Banco Central da República Democrática Popular da Coreia.

## Etimologia
A palavra "won" é um termo cognato que deriva do yuan da China e do iene japonês. Estas três moedas têm em comum o mesmo símbolo chinês: 圓, que denota a propriedade redonda de um objeto (no caso, as moedas). O won é dividido em 100 chŏn, jeon ou chun (em Hangul: 전, em Hanja: 錢), que significa "dinheiro".

## História
O won se tornou a moeda oficial da Coreia do Norte em 6 de dezembro de 1949, substituindo o iene coreano, que era a moeda em circulação.
O won norte-coreano é emitido apenas para os norte-coreanos, enquanto o Banco de Comércio (무역은행) emite uma moeda diferente para visitantes estrangeiros, como muitos países socialistas fizeram no passado. No entanto, nesta última categoria, a Coreia do Norte emite dois tipos de moedas: uma para visitantes de "países socialistas", de cor vermelha, e outra para visitantes de "países capitalistas", de cor azul e/ou verde.  Apesar disto, a prática atual de visitantes é pagar diretamente com divisas fortes, como o euro e o dólar dos Estados Unidos.

## Taxas de câmbio
O won norte-coreano não é negociado nos mercados internacionais. Ele é negociado nos mercados negros não oficiais por cerca de US$ 1 = 8.000 KPW em 2019. Acredita-se que, devido à pandemia de COVID-19 reduzindo as atividades comerciais (principalmente ilegais) com o mundo exterior, a avaliação do KPW subiu para cerca de US$ 1 = 5.000 KPW em 2021. O won norte-coreano experimentou flutuações em sua taxa de câmbio ao longo de 2024. Inicialmente, o KPW viu um aumento dramático em relação ao dólar americano, sendo negociado a aproximadamente 16.100 KPW por dólar, o que representou um aumento substancial de cerca de 92% em relação ao ano anterior. No entanto, em novembro de 2024, o valor de mercado negro do KPW caiu para cerca de 18.000 KPW por dólar, indicando um período de hiperinflação.